# Thysanoplusia chrysitina
Thysanoplusia chrysitina är en fjärilsart som beskrevs av Martyn 1797. Thysanoplusia chrysitina ingår i släktet Thysanoplusia och familjen nattflyn. Inga underarter finns listade i Catalogue of Life.